# Frankfurt International School
Die Frankfurt International School (FIS) ist eine Internationale Schule mit zwei Standorten in Oberursel (Taunus) und Wiesbaden-Naurod. Die Schule wird von 1600 Schülern besucht und ist damit die zweitgrößte internationale Schule Europas. Träger ist der gleichnamige, als gemeinnützig anerkannte Verein; die Schule finanziert sich ausschließlich aus Schulgeldern.
Die Schule wurde 1961 von einer Elterninitiative britischer und amerikanischer Familien in Frankfurt am Main gegründet, zog jedoch kurz darauf in eine Villa am Stadtrand Oberursels, die bis heute als Sitz der Verwaltung dient. In Oberursel unterhält die FIS zwei Schulgebäude. 1992 kam die Niederlassung in Wiesbaden-Naurod hinzu. Manche Schüler sind Angehörige von Fachkräften, die vorübergehend nach Deutschland entsandt werden.
Die Schüler kommen aus dem gesamten Rhein-Main-Gebiet und werden mittels privater Schülerbeförderung nach Oberursel gebracht; es handelt sich um das größte derartige Schulbussystem einer Privatschule in Europa. Das Schulgeld beträgt 16.000 Euro im Jahr.